# Таджикистанско-узбекистанские отношения
Таджикистанско-узбекистанские отношения — двусторонние отношения между Республикой Таджикистан и Республикой Узбекистан в политической, экономической, культурной и иных сферах.
Страны являются членами ШОС, СНГ.

## Общие сведения
Дипломатические отношения были установлены 22 октября 1992 года. Протяжённость государственной границы между странами составляет 1312 км.

## Сравнительная характеристика
|                     | Таджикистан                                         | Узбекистан                                           |
| ------------------- | --------------------------------------------------- | ---------------------------------------------------- |
| Население           | 10 000 000                                          | 36 000 000                                           |
| Территория          | 141 400 км²                                         | 448 924 км²                                          |
| Плотность населения | 63,6 чел./км²                                       | 61,4 чел./км²                                        |
| Столица             | Душанбе                                             | Ташкент                                              |
| Крупнейший город    | Душанбе                                             | Ташкент                                              |
| Правительство       | президентская республика                            | президентская республика                             |
| Язык                | таджикский                                          | узбекский                                            |
| Основная религия    | ислам суннитского толка                             | ислам суннитского толка                              |
| ВВП                 | 17,555 млрд долларов США (2247 $ на душу населения) | 183,933 млрд долларов США (5939 $ на душу населения) |
| ИРЧП                | 0,685                                               | 0,727                                                |

## История
После распада Советского Союза оба государства получили независимость.
Договорно-правовая база двусторонних отношений состоит из 111 межведомственных и межгосударственных соглашений и договоров. Одним из основных документов, определяющих направления отношений, является Договор о дружбе, добрососедстве и сотрудничестве, подписанный в 4 января 1993 года, и Договор о вечной дружбе от 15 июня 2000 года.
В 1998 году в столице Таджикистана начало функционировать дипломатическое представительство Узбекистане на уровне миссии.
С 1995 года отношения между Таджикистаном и Узбекистаном стали входить в полосу нарастающего и открытого взаимного отчуждения. Власти Узбекистана считали, что за поставляемую нефть, нефтепродукты и газ Таджикистану необходимо платить справедливую цену.
С ноября 2009-го по февраль 2010 года узбекские железнодорожники задержали около 400 вагонов грузов, предназначавшихся Таджикистану, а с начала февраля по июнь — уже порядка 2000. В ноябре 2011 года Узбекистан после взрыва на линии Галаба — Амузанг полностью прекратил железнодорожное движение на этом участке, что означало транспортную блокаду всего южного Таджикистана. В январе 2012 г. Узбекистаном под предлогом ремонта были закрыты 9 из 16 пропускных пунктов на границе с Таджикистаном. В апреле 2012 г. Узбекистан прекратил поставки в Таджикистан природного газа, что создало угрозу для работы Таджикского алюминиевого завода.
Все эти меры связывали с тем, что Узбекистан резко возражает против строительства Рогунской ГЭС в Таджикистане. Оно может привести к обмелению Амударьи, что нанесет урон хлопководству Узбекистана. Кроме того, как утверждали в Узбекистане, строящаяся плотина ГЭС находится в сейсмоопасной зоне и в случае её разрушения теоретически могут быть затоплены и населенные пункты Узбекистана ниже по течению.
Также между Узбекистаном и Таджикистаном существовал территориальный конфликт вокруг Фархадской ГЭС.
После прихода к власти в Узбекистане президента Шавката Мирзиёева узбекско-таджикские отношения улучшились. В 2017 году были возобновлены авиарейсы между столицами двух стран, была восстановлена железная дорога Галаба — Амузанг, была открыта международная автодорога А-377 на участке Самарканд — Пенджикент, возобновили работу около 10 пунктов пропуска на узбекско-таджикской границе. В 2018 году было достигнуто соглашение о возобновлении поставок узбекского газа в Таджикистан, была достигнута договорённость о том, что территория, на которой расположена Фархадская ГЭС, будет признана территорией Таджикистана, а сам гидроэнергетический объект — собственностью Узбекистана. Охрану объекта будет осуществлять таджикская сторона, а его техническим обслуживанием будет заниматься Узбекистан Узбекистан также отказался от критики строительства Рогунской ГЭС, а затем и одобрил его. В феврале 2024 года, по инициативе Blue Peace Central Asia правительства Швейцарии, на границе Узбекистана и Таджикистана были запущены два гидропоста для более точного контроля и распределения водных ресурсов между странами. Гидропосты «Патар» и «Сарвак» расположились вдоль трансграничных Большого Ферганского канала и Северного Ферганского канала.
В апреле 2024 года Узбекистан и Таджикистан подписали Договор о союзнических отношениях. Также были достигнуты договорённости по сотрудничеству в промышленной области, научной сфере, продовольствия, культуры и туризма.

## В области экономики
Узбекистан экспортирует в Таджикистан грузовики.
В товарообороте Узбекистана с Таджикистаном 80 % составляет экспорт Узбекистана и по его объёмам Таджикистан занимает 7-е место среди стран импортеров узбекской продукции.
Таджикистан поставляет в соседнюю республику, в основном, сырье: первичный алюминий, электроэнергию, хлопок-волокно, руду, цемент, необработанную кожу, кокон, шелк-сырец, а также различные ткани, алкогольные напитки, ковры и прочее.
Импортируется из Узбекистана готовая текстильная продукция, природный газ, минеральные удобрения, пластмасса, обувь, керамические изделия, цветные металлы, электрическое и механическое оборудование.
Доля Таджикистана во внешней торговле Узбекистана составила: в общем товарообороте — 1,2 %, экспорте — 2,5 % и импорте — 0,4 %.
В 2023 году по сравнению с 2022 годом объём взаимной торговли между Узбекистаном и Таджикистаном увеличился на 11,8 % и составил $756,8 млн, в том числе экспорт вырос на 15,9 % до $605,0 млн, импорт снизился на 1,8 % до $151,8 млн.
Следует отметить, что Таджикистан одна из стран, с которыми Узбекистан имеет положительное сальдо в торговле. В 2023 году данный показатель в торговле с Таджикистаном составил $453,2 млн.